# Емма Гаук
Емма Гаук (нім. Emma Hauck; 14 серпня 1878, Елльванген — 1 квітня 1920, Віслох) — німецька художниця, представниця ар брют, відома своїми художніми рукописними листами до свого чоловіка, які вона писала, коли вона перебувала в психіатричній лікарні. Їх вважають витворами мистецтва через їх абстрактність і повторюваний зміст.

## Життєпис
Народилася в Елльвангені, Німеччина, 14 серпня 1878 року. У лютому 1909 р. була госпіталізована до психіатричної лікарні Гейдельберзького університету з діагнозом «рання розумова відсталість», і залишила вдома чоловіка та двох дітей. Там Гаук написала серію листів своєму чоловікові, які пізніше були визнані витворами мистецтва. Лікарі намагалися зменшити кількість симптомів, проте все було марно. Через три місяці Емму визнали невиліковною та перенаправили її до міста Віслох, де жінка прожила залишок життя — довгі 11 років. Про листи з Віслоха, на жаль, інформації немає. Можливо, жінка припинила писати їх, або їй просто більше не давали можливості робити цього. Гаук померла 1 квітня 1920 року.

## Лист Емми Гаук
Перебуваючи у психіатричній лікарні, Емма запитувала про свого чоловіка і увесь час прагнула написати йому листа. Хоча про зустріч не прохала. Дівчина дуже сумувала, тому зрештою їй дозволили писати. Повідомлення містили в собі лише два слова: «komm, komm», — що з німецької перекладається як «прийди, прийди». Іноді зустрічалося довге слово «Herzensschatzi» — «серденько». Ці два слова займали увесь простір на папері. Емма постійно писала й накладала одне слово на друге, третє на четверте і тд. Лист перетворився на чорне поле, і лише у деяких місцях можна було прочитати «прийди, прийди». Проте божевільна пацієнтка ніколи не цікавилася долею написаних нею листів, вона лише писала їх знову й знову. Зараз вони зберігаються в колекції Прінцгорн в Гейдельберзі.